# Through a Looking Glass
Through a Looking Glass è un album di Bob Brookmeyer pubblicato nel 1981 dall'etichetta Finesse Records.

## Tracce
Lato A
1. April March – 7:05 (Bob Brookmeyer)
2. Daisy – 10:13 (Bob Brookmeyer)
3. Mirrors – 3:58 (Bob Brookmeyer)
4. The Magic Shop – 5:57 (Bob Brookmeyer)

Lato B
1. Dancing Woman – 6:01 (Bob Brookmeyer)
2. Sundays – 9:19 (Bob Brookmeyer)
3. Top of the World – 10:22 (Bob Brookmeyer)

## Musicisti
- Bob Brookmeyer - trombone
- Jim McNeely - pianoforte
- Dick Oatts - sassofono
- Tommy Harrell - tromba
- Marc Johnson - contrabbasso
- Mel Lewis - batteria, percussioni